# 3ª Divisione fanteria "Ravenna"
La 3ª Divisione fanteria "Ravenna" fu una grande unità del Regio Esercito, operativa durante la seconda guerra mondiale. Era in particolare una divisione di fanteria da montagna, che si distingueva dalle analoghe unità di fanteria ordinarie per la trazione del Reggimento di artiglieria divisionale, che risultava composto da due gruppi someggiati e di uno carrellato, invece che di due ippotrainati ed uno someggiato e per l'utilizzo di salmerie invece che del classico carreggio. Con il progredire della guerra e la progressiva motorizzazione di una parte considerevole delle artiglierie divisionali, le divisioni da montagna divennero sostanzialmente indistinguibili dalle normali divisioni di fanteria, e la denominazione specifica andò progressivamente in disuso.
la divisione partecipò alla campagna italiana di Russia e venne praticamente distrutta dall'Armata Rossa nel corso dell'operazione Piccolo Saturno, dal dicembre 1942 al gennaio 1943; i superstiti vennero rimpatriati in primavera.

## Storia
L'unità trae origine dalla Brigata "Ravenna", costituita il 16 settembre 1859 sul 19º ed il 20º Reggimento fanteria e sciolta nel 1871. Il 25 marzo 1939 si ricostituisce come Divisione di Fanteria "Ravenna" (3ª) ad Alessandria, riunendo il 37º e 38º Reggimento fanteria "Ravenna" e l'11º Reggimento artiglieria "Ravenna".
Nel 1940, la divisione prese parte alla battaglia delle Alpi Occidentali contro la Francia; schierata nel settore Alta Roia-Gessi, raggiunse le posizioni di Cima Raus, Cima Cosse ed il villaggio di Fontan.
Nell'aprile del 1941 la grande unità viene trasferita sul fronte jugoslavo, tra Caporetto e Santa Lucia d'Isonzo, partecipando ad operazioni di rastrellamento in territorio croato, per poi rientrare in Italia, prima nella zona di San Pietro del Carso, poi ad Alessandria.
Nell'estate del 1942, la divisione venne inviata sul fronte russo alle spalle del XXV Corpo d'armata, presso Losovaja. A metà luglio raggiunse la zona di Stalino ed il 25 Vorošilovgrad, per proseguire verso il Donec e il Don, dove la divisione assunse la responsabilità del settore compreso fra l'ansa di Mamon e la confluenza della Bogučarka. Qui prese parte, tra il 20 agosto e il 1º settembre, alla prima battaglia difensiva del Don, respingendo l'offensiva dei reparti sovietici. L'11 dicembre, sotto la pressione delle unità russe che avevano attaccato su tutto il fronte nell'ambito della seconda battaglia difensiva del Don, alcuni reparti della "Ravenna" furono costrette ad arretrare nei pressi dell'ansa di Verchnij Mamon, permettendo al nemico di aggirare la divisione e di raggiungere così Čertkovo, nelle retrovie. Dal 17 dicembre, l'unità arretrò fino a Vorošilovgrad e, riordinatasi, assunse dal 22 al 30 dicembre la difesa dei ponti sul Donec. Nei primi giorni del 1943 la divisione, mantenne le sue posizioni sulla riva destra del fiume fino al 24 gennaio, quando le unità corazzate russe sfondarono le linee in più punti e la divisione fu costretta a ripiegare, tra continui combattimenti, su Roven'ki prima e su Čertkovo. Qui il 15 gennaio la divisione tentò di rompere l'accerchiamento, raggiungendo il 17 la salvezza nelle retrovie presso Belovodsk. I resti della "Ravenna" rientrarono in Italia in aprile, dove venne riordinata ed impiegata nella difesa del territorio nazionale a Grosseto, in Toscana, in forza al II Corpo d'armata, fino all'armistizio dell'8 settembre 1943.

## Ordine di battaglia: 1940
- 37º Reggimento fanteria "Ravenna"
  - 1ª Compagnia fanteria
  - 2ª Compagnia fanteria
  - 3ª Compagnia fanteria
  - 1 compagnia mortai da 81
  - 1 compagnia cannoni da 65/17
- 38º Reggimento fanteria "Ravenna"
  - 1ª Compagnia fanteria
  - 2ª Compagnia fanteria
  - 3ª Compagnia fanteria
  - 1 compagnia Mortaio da 81 Mod. 35
  - 1 compagnia cannoni da 65/17
- 5ª Legione CC.NN. "Valle Scrivia"

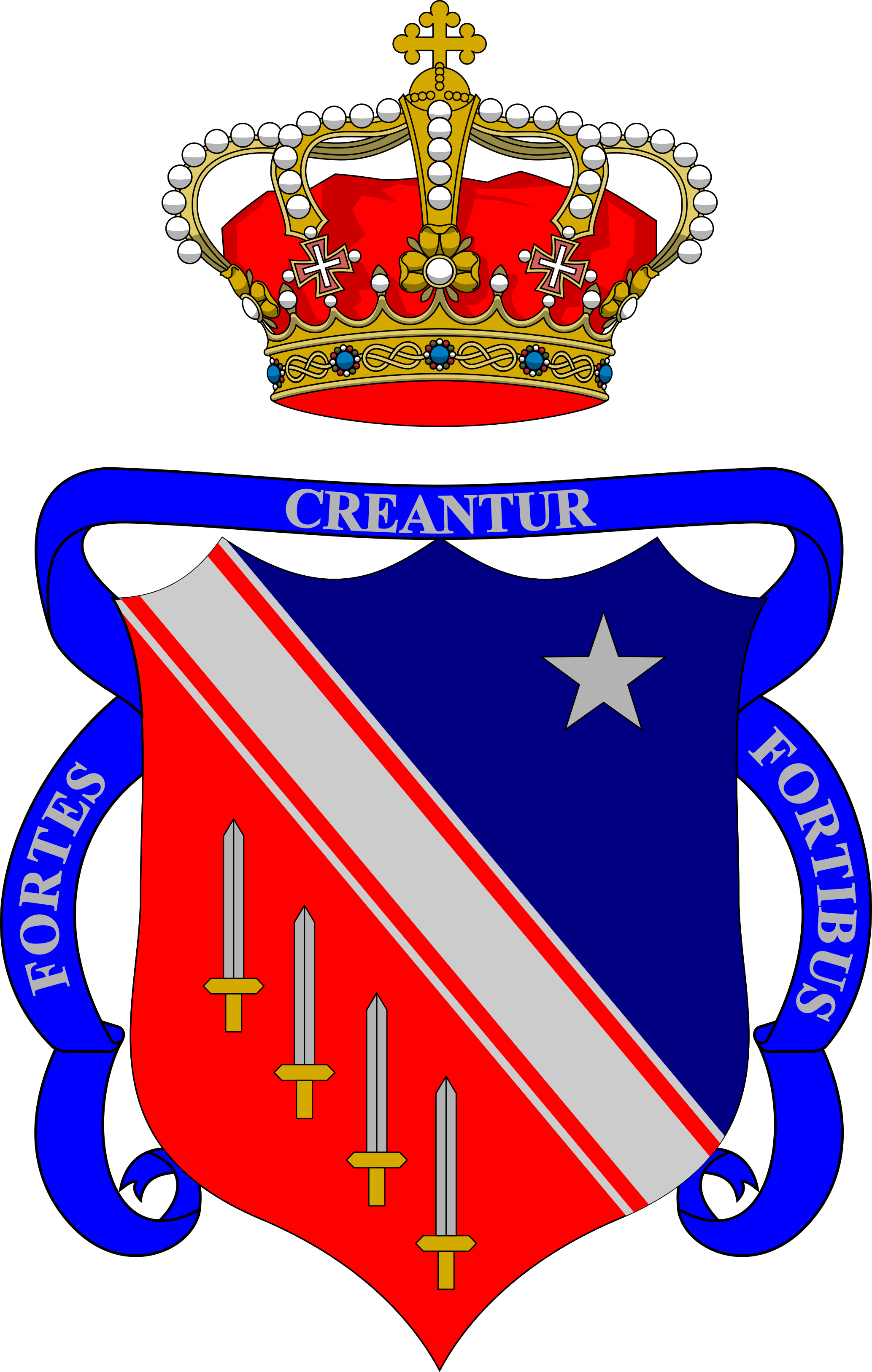
Stemma araldico del 38° Rgt.fanteria "Ravenna", 1939

- 11º Reggimento artiglieria "Ravenna" (poi 121º Reggimento artiglieria "Ravenna")
  - I Gruppo artiglieria leggera su 3 batterie da 75/18
  - II Gruppo artiglieria leggera su 3 batterie da 75/18
  - XXVIII Gruppo artiglieria pesante su 3 batterie da 100/17
- III Battaglione mortai da 81
- 1 battaglione cannoni controcarri
  - 3ª Compagnia su 4 pezzi da 47/32
  - 154ª Compagnia su 4 pezzi da 47/32
- III Battaglione genio
  - 18ª Compagnia genio artieri
  - 3ª Compagnia mista telegrafisti/marconisti
  - 10º Plotone fotoelettricisti
- 49ª Compagnia panettieri
- 7ª Compagnia sussistenza
- 128ª Colonna leggera sussistenza (motorizzata)
- 247ª Colonna leggera sussistenza (motorizzata)
- 12ª Compagnia minuto mantenimento (motorizzata)
- 18ª Sezione sanità
  - 14º Ospedale da campo
  - 15º Ospedale da campo
  - 16º Ospedale da campo
  - 201º Ospedale da campo
  - 202º Ospedale da campo
  - 203º Ospedale da campo
  - 213º Ospedale da campo
  - 438º Ospedale da campo
  - 37º Ospedale chirurgico
- 32ª Sezione bagagli
- 13ª Sezione CC.RR.

## Ordine di battaglia: 1942
- - Comando della fanteria divisionale (Gen. B. Manlio Capizzi dal 1º maggio 1942)
- 37º Reggimento fanteria "Ravenna"
  - 1ª Compagnia fanteria
  - 2ª Compagnia fanteria
  - 3ª Compagnia fanteria
  - 1 compagnia mortai da 81
  - 1 compagnia cannoni da 65/17
- 38º Reggimento fanteria "Ravenna"
  - 1ª Compagnia fanteria
  - 2ª Compagnia fanteria
  - 3ª Compagnia fanteria
  - 1 compagnia Mortaio da 81 Mod. 35
  - 1 compagnia cannoni da 65/17
- 121º Reggimento artiglieria "Ravenna"
  - I Gruppo artiglieria leggera su 3 batterie da 75/18
  - II Gruppo artiglieria leggera su 3 batterie da 75/18
  - XXVIII Gruppo artiglieria pesante su 3 batterie da 105/28
- III Battaglione mortai da 81
- 1 battaglione cannoni controcarri
  - 3ª Compagnia su 4 pezzi da 47/32
  - 154ª Compagnia su 4 pezzi da 47/32
- III Battaglione genio
  - 18ª Compagnia genio artieri
  - 3ª Compagnia mista telegrafisti/marconisti
  - 10º Plotone fotoelettricisti
- 7ª Compagnia sussistenza
- 128ª Colonna leggera sussistenza (motorizzata)
- 247ª Colonna leggera sussistenza (motorizzata)
- 12ª Compagnia minuto mantenimento (motorizzata)
- 18ª Sezione sanità
- 3ª Sezione trasporti
- 2ª Unità trasporti
- 7ª Sezione mista CC.RR.
- 8ª Sezione mista CC.RR.

53º Ufficio postale

## Comandanti 1937-1942
- Gen. D. Matteo Roux
- Gen. D. Edoardo Nebbia
- Gen. D. Francesco Dupont